# Gonçalo Mendes Sacoto
Gonçalo Mendes Sacoto ou Gonçalo Mendes Caçoto foi militar e poeta, viveu na corte durante os reinados de D. João II e D. Manuel I. Destacou-se depois em várias batalhas no Norte de África, vindo a ocupar os cargos de alcaide-mor de Safim, adail-mor de Portugal, capitão de Azamor, e capitão de Tânger.

## Capitão de Azamor (1521-1523)
Em 1522 Gonçalo era capitão de Azamor. Francisco de Andrade, na sua Crónica do rei D. João III, diz que "Gonçalo Mendes Caçoto sendo avisado que Alemimero mouro principal da enxouvia , e tão poderoso nella que de sua casa tinha mil de cavallo , e ajuntava cinco mil cada vez que queria" , tinha partido ajuntar-se com o rei de Fez, para algum intento, "detriminou de ir dar nelle antes que concruisse o concerto , (...) para o que hum sabado primeyro dia de Novembro ( 1 de novembro de 1522) sahio da cidade com duzentos de cavallo , em que entravão vinte , que lhe mandara António Leite capitão de Mazagão (Marrocos) com seu cunhado António das Neves , e cem besteyros , e espingardeiros , e o mouro Acoo com cincoenta de cavallo, e mil de pé todos de pazes , e muytos camellos carregados de mantimentos , e ha terça feira seguinte foy amanhecer com toda essa gente duas legoas para cá de Çalé , donde foy correr aos mouros em tempo que o Alemimero não estava aly,  por ser ido a falar cos embaixadores del Rey de Fez , porem estavão muytos dos Xeques da sua companhia, nos quais inda que achou boa resistencia , não bastou para depois de huma bem travada peleja deixarem de ser todos mortos , e cativas suas molheres , e filhos : os principais destes Xeques, e que o eram de toda a enxouvia, se chamavão locef ben Mafamede, Barahoo , Aly ben Narbian, locef ben Buciba el Gueila, Mafamede ben Abuu, Azuz ben Mafamede ben Maleque, Hamede ben Maleque Barahao , e da outra gente que morreo se não foube o número : foy aquy tambêm cativa a molher do Alemimero mãe dos seus filhos , que erão dous, e ficarão ambos feridos , e as molheres e filhos delles tambêm forao cativas , com passante de outras  seiscentas pessoas , e deixarão de ser muytas mais , porque se acolherão a huma ribeyra fragosa, que estaua daly muyto perto. A presa deste dia foy de muyta sustancia , porque os camellos sómente forão estimados em dous mil , e as cabeças do gado miudo em vinte mil afora hum muyto fermoso despojo de capelhares, marlotas , camisas de zarza gitania , muytas estribeiras ricas, cabeçadas de prata , e grande cantidade d'alcatifas , e de trigo , e cevada , que o capitão fez carregar pondo a bandeyra no meyo da algella , com que se deteve mais de coatro oras em recolher o campo (...). Quando o capitão partio da cidade tomou o caminho do sertão (...), e ha coarta feira feguinte (5 de novembro de 1522) encontrou huma coadrilha de almogaveres de pé , que erão de Çalé, e deixavão salteado na barra d'Azamor hum barco de Castella em que matarão nove homens, e levavão três cativos : os nossos em os vendo arremeterão logo a elles, (...) e matarão os nossos sete e cativarão cinco , a que o capitão , por serem grandes almocadens , e terem feito muyto mal por aquella terra , mandou tambêm dar a morte inda que era contra as leis da boa guerra , por lho assy pidirem todos os que hiao com elle , (...) para se verem livres dos males que delles recebiao. Ao outro dia passando por Anafé fe apartou com alguns de cavallo e foy dar vista ha cidade, e dentro nella achou onze mouros de que tomou os sete, e os coatro se esconderao de maneyra , que os não pode achar. Com toda esta presa caminharão os nossos cinco dias até se recolherem em Azamor , sem em todo elle tempo acharem quem lhe defendesse o caminho , nem verem mais gente de guerra que o mesmo Alemimero que com os doze de cavallo acudio ao rebate, e esteve ha fala com a nossa gente. E neste feito , que foy assaz bem pelejado , não ouve da nossa parte mais dano , que dous cavallos, que os mouros matarão , e coatro homens feridos , que em pouco tempo forao sãos."

## Capitão de Tânger
Diz D. Fernando de Menezes, na sua História de Tânger : "Com a ordem delRei; D. Álvaro de Abranches deixou o governo a Gonçalo Mendes Sacoto, adail mor do Reino, em 26 de Setembro de 1533. Aquella mesma noite, estando para sahir Dom Álvaro, houve um rebate, por os mouros terem subido o muro, servindo-se de uma escadeira colocada junto à porta da Traíção. Acudiu muita gente, em particular D. Jorge de Abranches, filho de Dom Álvaro, que, atacando os mouros, que eram só dois, resultou com uma lançada, e Domingues Gonçalves com duas punhaladas. Os mouros, levando um negro, voltaram para baixo, sem mais dano que deixar a escada."
"Em 11 de Outubro do ano seguinte, Gonçalo Mendes, ajuntou-se com D. João Coutinho, que aínda governava Arzila, em Portalfreije, que fica a igual distancia de uma e outra cidade."
"também em 13 de outubro de 1535, sabe-se que veio D. João Coutinho a Tânger, onde ficou também o dia seguinte, voltando para Arzila ao anoitecer."
"Do tempo que governou Gonçalo Mendes Sacoto, não encontramos outros feitos de referir. Conserva-se seu nome num bosque de corcho, que chamam de sacoto, e fica entre a Serra de Benamagras e o rio de Porto-Largo. Não seria isto sem causa ; antes nos parece devia haver para elle algum assinalado motivo, que, com outros muitos, ficou igualmente esquecido.
"Sucedeu-lhe D. Duarte de Meneses, que o 4 de Outubro de 1536 tomou possessão do governo".

## Dados genealógicos
Gonçalo casou com Joana de Sousa, filha de Jorge de Sousa, comendador de Melres e teve uma filha, Catarina Sacoto.